# Löwenzahn – Abenteuer in Südafrika
Löwenzahn – Abenteuer in Südafrika ist ein deutscher Fernsehfilm des Regisseurs Axel Ranisch aus dem Jahr 2020. Hauptfigur ist Guido Hammesfahr als Fritz Fuchs, der für ein seltenes Tier eine neue Heimat sucht, wo es nicht mehr gejagt wird. Gleichzeitig muss er aber auch mit Familienproblemen kämpfen. Der Film wurde am 17. Mai 2020 erstmals im KiKA ausgestrahlt und war ein Special der Kinder-Magazinsendung „Löwenzahn“ zu deren 40. Geburtstag.

## Handlung
Der deutsche Abenteurer Finn Fuchs kehrt mit großen Schätzen aus Südafrika zurück. Doch Finn will mehr, er möchte ein seltenes Tier und will erst wieder zurückkehren, wenn er das Tier eingefangen hat. Jahre später bekommt Fritz mit, wie das seltene Tier bedroht ist. Fritz macht sich sofort mit seinem Hund Keks nach Südafrika. Dort sieht er den Ernst der Lage. Er besucht wieder Kira und ihre Tochter auf einer Farm in der Wildnis. Die kennen das seltene Tier und wollen es selber schützen. Fritz Fuchs möchte dem Tier eine neue, schützende Heimat geben. Fritz macht eine Reise zusammen mit Kira und ihrer Tochter und sie treffen auf Finn Fuchs, der Onkel von Fritz Fuchs. Fritz ist davon begeistert, das der bekannte Abenteurer sein Onkel ist. Doch Finn sucht nach dem seltenen Tier schon lange und als er herausfindet das Fritz das Tier schützen möchte, packt ihn die Wut. Schafft es Fritz das seltene Tier vor seinem irren Onkel zu schützen?

## Kritik
Das Lexikon des internationalen Films schrieb, die „Qualitäten der Mischung aus Unterhaltsamkeit und Information“ würden „auch auf Spielfilmlänge“ aufgehen und die „kleine[n] Abenteuersequenzen […] mit kindgerechter Spannung vermittelt werden“.